# Cantone di Montembœuf
Il Cantone di Montembœuf era una divisione amministrativa dell'arrondissement di Confolens.
A seguito della riforma approvata con decreto del 20 febbraio 2014, che ha avuto attuazione dopo le elezioni dipartimentali del 2015, è stato soppresso.

## Composizione
Comprendeva i comuni di:
- Cherves-Châtelars
- Lésignac-Durand
- Le Lindois
- Massignac
- Mazerolles
- Montembœuf
- Mouzon
- Roussines
- Saint-Adjutory
- Sauvagnac
- Verneuil
- Vitrac-Saint-Vincent